# Карнейру ди Кампуш, Жозе Жоаким
Жозе Жоаким Карнейру ди Кампуш (порт. José Joaquim Carneiro de Campos, Marquis of Caravelas; 4 марта 1768, Салвадор — 8 сентября 1836, Рио-де-Жанейро) — бразильский политический, государственный и дипломатический деятель, юрист, педагог, первый маркиз и виконт Каравелас. Регент Бразильской Империи (1831). Министр иностранных дел Бразилии (1823). Сенатор Бразилии.

## Биография
Образование получил в монастырской школе в Салвадоре, позже изучал теологию и право в Университете Коимбры. Работал в Лиссабоне, где занимал должность чиновника министерства финансов Португалии.
С 1826 по 1836 год был генеральным заместителем, министром юстиции, министром иностранных дел, советником Империи и сенатором Бразильской империи.
Был одним из создателей конституции Бразильской Империи, проект которой подписал в 1823 году. Выступал против роспуска Учредительного собрания, состоявшегося 11 ноября 1823 года, и в знак протеста вышел из правительства.